# Sommarmöten (film)
Sommarmöten (engelska: People We Meet on Vacation) är en amerikansk romantikfilm har en planerad premiär på Netflix den 9 januari 2026. Filmen är regisserad av Brett Haley efter ett manus skrivet av Yulin Kuang, Amos Vernon och Nunzio Randazzo. Filmen är baserad på Emily Henrys roman med samma namn.

## Handling
Filmen handlar om Följer Alex och Poppy. Hon vill utforska världen medan han föredrar att stanna hemma med en bok. Trots deras olikheter är de ändå allra bästa vänner. De bor långt ifrån varandra, men varje sommar har de tillbringat en veckas semester tillsammans.

## Rollista (i urval)
- Emily Bader - Poppy Wright
- Tom Blyth - Alex Nilsen
- Sarah Catherine Hook
- Jameela Jamil - Swapna Bakshi-Highsmith
- Lucien Laviscount
- Lukas Gage
- Miles Heizer
- Alice Lee
- Alan Ruck
- Molly Shannon